# Conferência de Havana de 1946

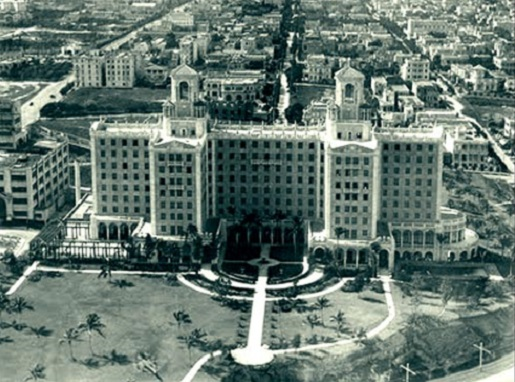
Vista aérea do Hotel Nacional de Cuba.

A Conferência de Havana de 1946 foi uma reunião histórica dos líderes da Máfia dos Estados Unidos e da Cosa Nostra em Havana, Cuba. Organizada por Charles "Lucky" Luciano, a conferência foi realizada para discutir importantes políticas, regras e interesses comerciais da máfia. A Conferência de Havana contou com a presença de delegações que representavam famílias criminosas em todos os Estados Unidos. A conferência foi realizada durante a semana de 22 de dezembro de 1946, no Hotel Nacional. A Conferência de Havana é considerada a cúpula da máfia mais importante desde a Conferência de Atlantic City de 1929. As decisões tomadas em Havana repercutiram nas famílias criminosas dos EUA durante as décadas seguintes.

## Antecedentes
A conferência teve lugar no Hotel Nacional de Cuba. O organizador da Conferência de Havana foi o chefe do crime Lucky Luciano. No início da Segunda Guerra Mundial, Luciano estava cumprindo uma pena de prisão de 30 a 50 anos por proxenetismo. Em 1942, oficiais da inteligência militar americana se aproximaram de Joseph "Socks" Lanza e Meyer Lansky com uma proposta para Luciano. Naquela época, Lanza era um dos chefes da máfia que controlava o Fulton Fish Market de Manhattan, os seus trabalhadores e as docas na Baixa Manhattan. Lansky tinha um poder mais amplo nas cidades ao longo da costa atlântica. A inteligência militar estava preocupada com possível sabotagem nazista de docas e outras instalações marítimas em Nova Iorque e noutros portos da Costa Leste. O governo disse a Luciano que, se sua família fosse capaz de proteger os portos da costa leste contra sabotagem, ele seria perdoado no final da guerra e deportado para a Itália como um homem livre. Luciano concordou com a proposta e ajudou o governo.